# オランダ銀行
オランダ銀行（オランダぎんこう、De Nederlandsche Bank、DNB）とは、オランダの中央銀行で、欧州中央銀行制度を構成する銀行のひとつ。設立は1814年。10年後、イングランド銀行を範にとり再編成した上で、アムステルダム銀行の業務を引き継いだ。オランダ銀行はオランダのABNアムロ銀行を指すこともあり、オランダ中央銀行とも表記される。
「オランダの」を意味する形容詞の「Nederlandsche」は古い綴りであり、現代のオランダ語では「Nederlandse」と書くことが多いが、このオランダ銀行の蘭名の場合は旧綴りを使うことが一般的である。

## 経緯
1998年5月2日、欧州連合に加盟する11か国が1999年1月1日をもって経済通貨同盟へ移行することを決定。この移行国にオランダも含まれており、1998年6月1日にオランダ銀行、ドイツ連邦銀行が欧州中央銀行制度に組み込まれた。同日、「1998年オランダ銀行法」が発効され、約185年におよぶオランダ銀行の歴史は新たな局面へと入り、1999年1月1日よりユーロが導入された。

## 役割
それまでの1948年オランダ銀行法にかわって「1998年オランダ銀行法」では、以下の役割を果たすことが定められている。
- 欧州中央銀行制度の枠組みにおいて欧州連合の金融政策を実行し、それに貢献する。物価安定を目的とし、その目的を損なうことなく欧州連合の経済政策を支える。
- 外貨準備の維持、外国為替操作の実行を管理する。
- 統計資料の収集と作成を行う。
- 資金決済の円滑化を促進し、資金循環を取り計らう。
- 保険をふくむ国内金融業の監督を行う。
- 王法に従い、公共の利益に寄与する。